# Yuval Robichek
Yuval Robichek  (Haifa, 1959) é ilustrador israelita. Yuval teve suas ilustrações publicadas em jornais de grande porte como no The New York Times, na Forbes, Time Out.

## Biografia
Yuval Robuchek, nasceu em 1959, Haifa, Israel, é filho de engenheiro checo e de marroquina. Hoje em dia é radicado em Tel Aviv.
Estudou "Humor In Arts", na School of Visual Arts, em Nova York. Suas ilustrações já foram publicadas no The New York Times, na Forbes, Time Out.